# Anton Schiesser, Edler von Reifegg

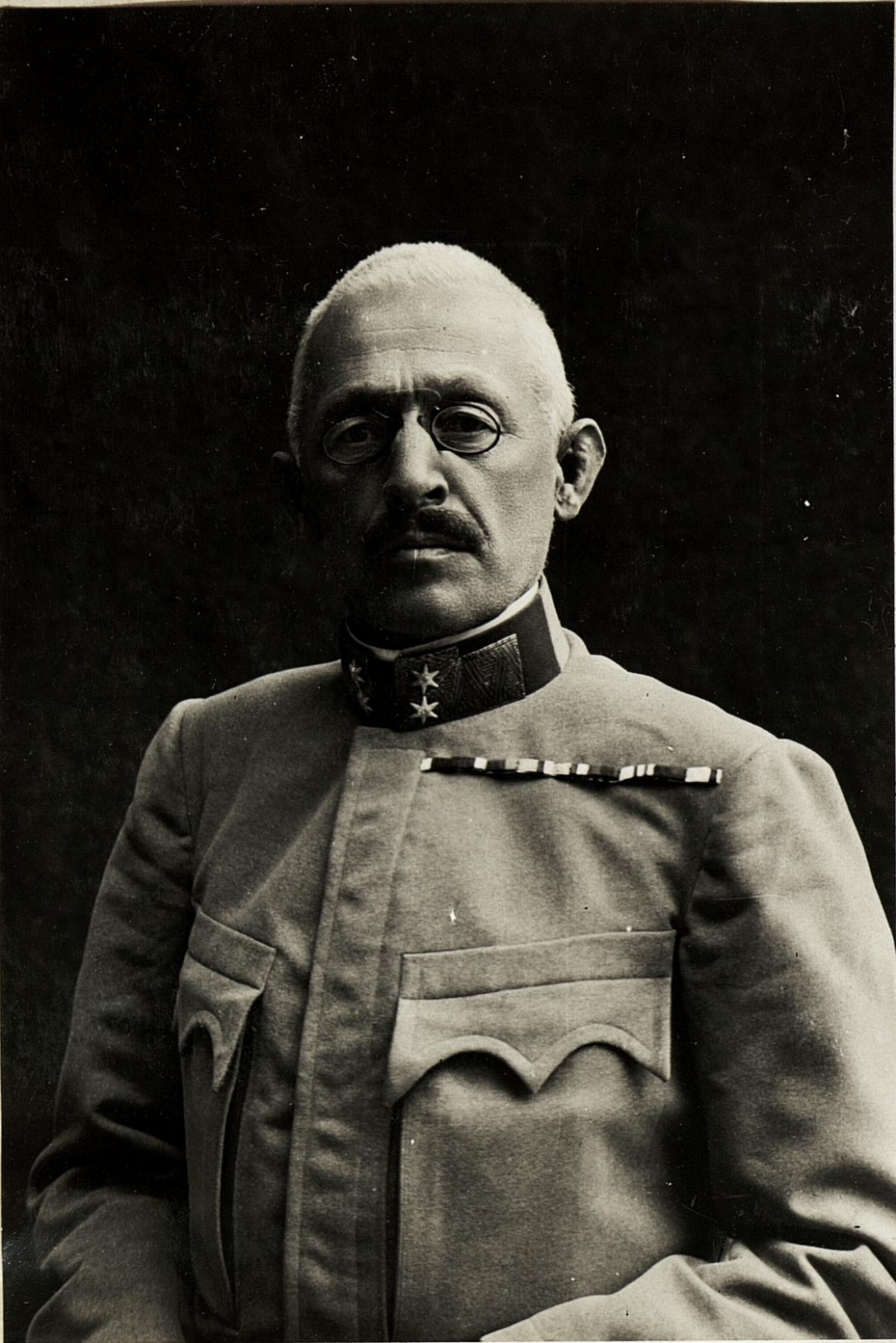
Feldmarschallleutnant Anton Schiesser Edler von Reifegg – Festungskommandant Riva del Garda (Trient)

Anton Schiesser, Edler von Reifegg (* 6. Mai 1863 in Schenkenfelden; † 19. Oktober 1926 in Innsbruck) war ein Offizier der k.u.k. Armee.

## Leben
Anton Schiesser wurde am 6. Mai 1863 in Schenkenfelden geboren. Da er aus der Harrucker Verwandtschaft stammte und dadurch in den Genuss der Dominik-Harrucker-Stipendienstiftung kam, konnte er die Oberrealschule in Linz besuchen. Nach der sehr erfolgreichen Absolvierung dieser Schule kam er 1881 in die Technische Militärakademie nach Wien.  
Am 12. August 1884 wurde er zum Leutnant im Genieregiment (Pioniere) Nr. 2 ernannt. Seine folgende 35-jährige militärische Laufbahn führte ihn in die verschiedensten Gebiete der österreich-ungarischen Monarchie. Nach Absolvierung des höheren Geniekurses im Jahre 1893 kam er zur Genietruppen in Krakau, wo er als Bauleiter eines Panzerforts am Ausbau der Festung teilnahm. Danach war er bei der Geniedirektion Brixen Bauleiter der Sperrbefestigungen La Corte und Ruaz und wurde 1899 zum 12. Korpskommando nach Hermannstadt versetzt, wo er zum Major im Geniestabe ernannt wurde. Von 1901 bis 1906 war er Lehrer an der Kriegsschule in Wien, rückte als Oberstleutnant zur Truppendienstleistung zum Infanterieregimente 41 in Cernowitz ein und wurde sodann zum Geniedirektor in Mostar und 1910 zum Geniedirektor in Trient ernannt, wo er den Ausbau der Grenzbefestigungen, namentlich der Forts auf dem Plateau von Folgaria-Lavahrone leitete. 
Im Mai 1914 wurde er zum Festungskommandanten in Riva del Garda ernannt, führte während des Krieges das Kommando des Abschnittes Riva. Für seine militärischen Leistungen bei der Verteidigung dieser Festung bekam er folgende Auszeichnungen: am 16. Mai wurde er zum Feldmarschalleutnant ernannt und laut Bescheid vom l. November 1916 haben k. u. k. Apostolische Majestät mit Allerhöchster Entschließung vom 13. Oktober 1916 dem k.u.k. Feldmarschallleutnant Anton Schiesser, Festungskommandanten von Riva (in den alten deutschen Urkunden von Reif genannt) taxfrei den österreichischen Adel verliehen und zwar mit dem Ehrenworte „Edler“ und dem Prädikat „von Reifegg“. Er erhielt auch noch persönliche Auszeichnungen und Belobigungen von Kaiser Franz Josef und Kaiser Karl. 
Nach dem Waffenstillstand geriet er am 4. November 1918 mit seinen Truppen in Kriegsgefangenschaft. Im Krieg als Kommandant von Riva erlitt er bei einer seiner zahlreichen Inspizierungen der vordersten Stellungen eine Gasvergiftung, von deren Folgen er sich nicht mehr erholen konnte. Am 30. Juli 1920 kehrte er in seinen Heimatort zurück, wo ihm die Gemeinden Schenkenfelden, Königsschlag und Lichtenstein einen großen Empfang bereiteten. 
Am 1. August fand eine große Heimkehrerfeier statt, bei der Schiesser eine Ansprache hielt. Die Jahre nach seiner Rückkehr aus der italienischen Gefangenschaft brachten ihm nebst materiellen Sorgen als Altpensionist auch schwere physische Leiden, von denen er am 19. Oktober 1926 in Innsbruck durch seinen plötzlichen Tod erlöst wurde (aus der Pfarrchronik Reichenthal und Schenkenfelden).